# ケイン・ビーツ
ケイン・ビーツ（Kane Beatz、1986年 - ）とは、アメリカ合衆国の音楽プロデューサーである。本名はダニエル・ジョンソン。全米1位に輝いた、ニッキー・ミナージュの大ヒット曲「Super Bass」を手掛けた事で知られており、同曲を筆頭に数多くのヒット曲を世に送りだしている。2012年にはグラミー賞にもノミネートされるなど、音楽業界からの評価も非常に高い人物である。

## プロデュースしたアーティスト
- ニッキー・ミナージュ
- ルーペ・フィアスコ